# Vân Tây
Vân Tây (chữ Hán giản thể: 郧西县) là một huyện thuộc địa cấp thị Thập Yển, tỉnh Hồ Bắc, Cộng hòa Nhân dân Trung Hoa. Huyện này có diện tích 3502,6 ki-lô-mét vuông, dân số năm 2004 là 440.000 người. Mã số bưu chính là 442600. Về mặt hành chính, huyện này được chia thành 9 trấn, 6 hương và 1 hương dân tộc.
- Trấn: Thành Quan, Thổ Môn, Thượng Tân, Điếm Tử, Giáp Hà, Dương Vĩ, Quan Âm, Mã Yên, Hà Giáp.
- Hương: Hương Khẩu, Quan Phòng, Cảnh Dương, Lục Lang, Giản Trì, An Gia.
- Hương dân tộc Hồi Hồ Bắc Khẩu.

## Khí hậu
| Dữ liệu khí hậu của Vân Tây, elevation 317 m (1.040 ft), (1991–2020 normals, extremes 1981–2010) | Dữ liệu khí hậu của Vân Tây, elevation 317 m (1.040 ft), (1991–2020 normals, extremes 1981–2010) | Dữ liệu khí hậu của Vân Tây, elevation 317 m (1.040 ft), (1991–2020 normals, extremes 1981–2010) | Dữ liệu khí hậu của Vân Tây, elevation 317 m (1.040 ft), (1991–2020 normals, extremes 1981–2010) | Dữ liệu khí hậu của Vân Tây, elevation 317 m (1.040 ft), (1991–2020 normals, extremes 1981–2010) | Dữ liệu khí hậu của Vân Tây, elevation 317 m (1.040 ft), (1991–2020 normals, extremes 1981–2010) | Dữ liệu khí hậu của Vân Tây, elevation 317 m (1.040 ft), (1991–2020 normals, extremes 1981–2010) | Dữ liệu khí hậu của Vân Tây, elevation 317 m (1.040 ft), (1991–2020 normals, extremes 1981–2010) | Dữ liệu khí hậu của Vân Tây, elevation 317 m (1.040 ft), (1991–2020 normals, extremes 1981–2010) | Dữ liệu khí hậu của Vân Tây, elevation 317 m (1.040 ft), (1991–2020 normals, extremes 1981–2010) | Dữ liệu khí hậu của Vân Tây, elevation 317 m (1.040 ft), (1991–2020 normals, extremes 1981–2010) | Dữ liệu khí hậu của Vân Tây, elevation 317 m (1.040 ft), (1991–2020 normals, extremes 1981–2010) | Dữ liệu khí hậu của Vân Tây, elevation 317 m (1.040 ft), (1991–2020 normals, extremes 1981–2010) | Dữ liệu khí hậu của Vân Tây, elevation 317 m (1.040 ft), (1991–2020 normals, extremes 1981–2010) |
| Tháng                                                                                            | 1                                                                                                | 2                                                                                                | 3                                                                                                | 4                                                                                                | 5                                                                                                | 6                                                                                                | 7                                                                                                | 8                                                                                                | 9                                                                                                | 10                                                                                               | 11                                                                                               | 12                                                                                               | Năm                                                                                              |
| ------------------------------------------------------------------------------------------------ | ------------------------------------------------------------------------------------------------ | ------------------------------------------------------------------------------------------------ | ------------------------------------------------------------------------------------------------ | ------------------------------------------------------------------------------------------------ | ------------------------------------------------------------------------------------------------ | ------------------------------------------------------------------------------------------------ | ------------------------------------------------------------------------------------------------ | ------------------------------------------------------------------------------------------------ | ------------------------------------------------------------------------------------------------ | ------------------------------------------------------------------------------------------------ | ------------------------------------------------------------------------------------------------ | ------------------------------------------------------------------------------------------------ | ------------------------------------------------------------------------------------------------ |
| Cao kỉ lục °C (°F)                                                                               | 21.6 (70.9)                                                                                      | 23.9 (75.0)                                                                                      | 34.9 (94.8)                                                                                      | 37.6 (99.7)                                                                                      | 38.1 (100.6)                                                                                     | 42.2 (108.0)                                                                                     | 41.7 (107.1)                                                                                     | 41.2 (106.2)                                                                                     | 39.8 (103.6)                                                                                     | 34.5 (94.1)                                                                                      | 28.9 (84.0)                                                                                      | 22.1 (71.8)                                                                                      | 42.2 (108.0)                                                                                     |
| Trung bình ngày tối đa °C (°F)                                                                   | 9.0 (48.2)                                                                                       | 12.0 (53.6)                                                                                      | 17.4 (63.3)                                                                                      | 23.8 (74.8)                                                                                      | 27.9 (82.2)                                                                                      | 31.5 (88.7)                                                                                      | 33.2 (91.8)                                                                                      | 31.9 (89.4)                                                                                      | 27.0 (80.6)                                                                                      | 21.9 (71.4)                                                                                      | 16.2 (61.2)                                                                                      | 10.8 (51.4)                                                                                      | 21.9 (71.4)                                                                                      |
| Trung bình ngày °C (°F)                                                                          | 2.7 (36.9)                                                                                       | 5.5 (41.9)                                                                                       | 10.5 (50.9)                                                                                      | 16.4 (61.5)                                                                                      | 21.1 (70.0)                                                                                      | 25.2 (77.4)                                                                                      | 27.4 (81.3)                                                                                      | 26.2 (79.2)                                                                                      | 21.4 (70.5)                                                                                      | 15.8 (60.4)                                                                                      | 9.7 (49.5)                                                                                       | 4.3 (39.7)                                                                                       | 15.5 (59.9)                                                                                      |
| Tối thiểu trung bình ngày °C (°F)                                                                | −1.4 (29.5)                                                                                      | 1.1 (34.0)                                                                                       | 5.5 (41.9)                                                                                       | 10.8 (51.4)                                                                                      | 15.6 (60.1)                                                                                      | 20.1 (68.2)                                                                                      | 23.3 (73.9)                                                                                      | 22.3 (72.1)                                                                                      | 17.6 (63.7)                                                                                      | 11.9 (53.4)                                                                                      | 5.5 (41.9)                                                                                       | 0.2 (32.4)                                                                                       | 11.0 (51.9)                                                                                      |
| Thấp kỉ lục °C (°F)                                                                              | −9.0 (15.8)                                                                                      | −7.5 (18.5)                                                                                      | −4.7 (23.5)                                                                                      | −0.4 (31.3)                                                                                      | 5.3 (41.5)                                                                                       | 12.2 (54.0)                                                                                      | 15.0 (59.0)                                                                                      | 15.2 (59.4)                                                                                      | 7.3 (45.1)                                                                                       | −1.6 (29.1)                                                                                      | −4.4 (24.1)                                                                                      | −15.6 (3.9)                                                                                      | −15.6 (3.9)                                                                                      |
| Lượng Giáng thủy trung bình mm (inches)                                                          | 13.3 (0.52)                                                                                      | 14.7 (0.58)                                                                                      | 36.3 (1.43)                                                                                      | 53.8 (2.12)                                                                                      | 79.0 (3.11)                                                                                      | 101.1 (3.98)                                                                                     | 146.6 (5.77)                                                                                     | 122.6 (4.83)                                                                                     | 105.5 (4.15)                                                                                     | 68.8 (2.71)                                                                                      | 29.8 (1.17)                                                                                      | 9.9 (0.39)                                                                                       | 781.4 (30.76)                                                                                    |
| Số ngày giáng thủy trung bình (≥ 0.1 mm)                                                         | 5.3                                                                                              | 6.0                                                                                              | 8.5                                                                                              | 9.2                                                                                              | 10.6                                                                                             | 10.4                                                                                             | 12.7                                                                                             | 11.9                                                                                             | 12.1                                                                                             | 10.7                                                                                             | 7.3                                                                                              | 5.0                                                                                              | 109.7                                                                                            |
| Số ngày tuyết rơi trung bình                                                                     | 4.2                                                                                              | 3.2                                                                                              | 1.1                                                                                              | 0                                                                                                | 0                                                                                                | 0                                                                                                | 0                                                                                                | 0                                                                                                | 0                                                                                                | 0                                                                                                | 0.7                                                                                              | 1.7                                                                                              | 10.9                                                                                             |
| Độ ẩm tương đối trung bình (%)                                                                   | 70                                                                                               | 68                                                                                               | 67                                                                                               | 68                                                                                               | 69                                                                                               | 71                                                                                               | 77                                                                                               | 78                                                                                               | 80                                                                                               | 80                                                                                               | 78                                                                                               | 72                                                                                               | 73                                                                                               |
| Số giờ nắng trung bình tháng                                                                     | 131.0                                                                                            | 123.4                                                                                            | 157.6                                                                                            | 187.2                                                                                            | 202.9                                                                                            | 201.7                                                                                            | 218.5                                                                                            | 202.2                                                                                            | 149.5                                                                                            | 143.8                                                                                            | 134.6                                                                                            | 139.3                                                                                            | 1.991,7                                                                                          |
| Phần trăm nắng có thể                                                                            | 41                                                                                               | 39                                                                                               | 42                                                                                               | 48                                                                                               | 47                                                                                               | 47                                                                                               | 50                                                                                               | 49                                                                                               | 41                                                                                               | 41                                                                                               | 43                                                                                               | 45                                                                                               | 44                                                                                               |
| Nguồn: China Meteorological Administration                                                       |                                                                                                  |                                                                                                  |                                                                                                  |                                                                                                  |                                                                                                  |                                                                                                  |                                                                                                  |                                                                                                  |                                                                                                  |                                                                                                  |                                                                                                  |                                                                                                  |                                                                                                  |